# 马尔科·文图里尼
马尔科·文图里尼（義大利語：Marco Venturini，1960年7月12日—），意大利男子射击运动员。他曾代表意大利参加1992年、1996年、2000年和2004年夏季奥林匹克运动会射击比赛，其中1992年奥运会获得一枚铜牌。